# Dichocarpum carinatum
Dichocarpum carinatum är en ranunkelväxtart som beskrevs av D.Z. Fu. Dichocarpum carinatum ingår i släktet Dichocarpum och familjen ranunkelväxter. Inga underarter finns listade i Catalogue of Life.